# Skřiváň
Skřiváň (uváděn i jako Skřivánčí potok) je levostranným přítokem Rotavy v okrese Sokolov v Karlovarském kraji. Délka toku měří 11,8 km.
Plocha povodí činí 28,5 km².
Správu vodního toku vykonává státní podnik Povodí Ohře.

## Průběh toku
Potok pramení v Krušných horách přibližně 2 km jihovýchodně od Přebuzi v Přírodním parku Přebuz. Jeho pramen se nachází pod severním svahem vrchu Pláň (943 m). Od pramene teče potok krátce západním směrem, pak se jeho tok otáčí k jihu, později k západu. U mostu na silnici Lesík - Šindelová je na levé straně toku jímací objekt v majetku Sokolovské uhelné,p.n.a.s., z kterého je veden potrubní přivaděč pro dopájení Vodní nádrže Tatrovice. Následně potok míjí osadu Heřmanov, pokračuje západním směrem k oboře u zámečku Favorit, kde nejprve přibírá zprava Vřesový potok, potom zleva Oborský potok. V úzce sevřeném údolí pod zámečkem rostou při jeho pravém břehu mohutné smrky. Ty nejvyšší a nejmohutnější, které byly vyhlášené památnými stromy, však již neexistují. Dříve bylo možné obdivovat Hubertův smrk a Smrk pod zámeckou skálou. Jediným památným stromem tak zůstal Vysoký smrk pod Favoritem, který roste v prudkém svahu nad potokem. Strmé skalnaté svahy lemují balvanité řečiště s peřejemi až téměř k Dolní Rotavě, místní části města Rotava, kde se potok vlévá do stejnojmenné řeky Rotavy.

### Větší přítoky
- Vřesový potok – pravostranný
- Oborský potok – levostranný